# Leiobliastes
Leiobliastes is een geslacht van rechtvleugeligen uit de familie sabelsprinkhanen (Tettigoniidae). De wetenschappelijke naam van dit geslacht is voor het eerst geldig gepubliceerd in 1960 door Beier.

## Soorten
Het geslacht Leiobliastes omvat de volgende soorten:
- Leiobliastes laevis Beier, 1960
- Leiobliastes levigatus Beier, 1960